# 东哈家（甲）遗址
东哈家（甲）遗址，位于中華人民共和國青海省互助县牡丹麻乡新添堡村，为青海省市县级文物保护单位，公布日期为1983年10月12日，类型为古遗址。
东哈家（甲）遗址的历史年代为青铜时代、卡约文化。